# 卡尔-海因茨·黑尔宾
卡尔-海因茨·黑尔宾（德語：Karl-Heinz Helbing，1957年3月7日—），德国男子摔跤运动员。他曾代表西德参加1976年和1984年夏季奥林匹克运动会摔跤比赛，其中1976年奥运会获得一枚铜牌。